# Bräirajaure
Bräirajaure är en sjö i Sorsele kommun i Lappland och ingår i Umeälvens huvudavrinningsområde. Sjön har en area på 1,28 kvadratkilometer och ligger 860 meter över havet. Bräirajaure ligger i Vindelfjällen Natura 2000-område. Sjön avvattnas av vattendraget Vuovosjukke.

## Delavrinningsområde
Bräirajaure ingår i det delavrinningsområde (732477-153036) som SMHI kallar för Utloppet av Bräirajaure. Medelhöjden är 885 meter över havet och ytan är 7,34 kvadratkilometer. Det finns ett avrinningsområde uppströms, och räknas det in blir den ackumulerade arean 23,47 kvadratkilometer. Vuovosjukke som avvattnar avrinningsområdet har biflödesordning 3, vilket innebär att vattnet flödar genom totalt 3 vattendrag innan det når havet efter 407 kilometer. Avrinningsområdet består mestadels av kalfjäll (81 procent). Avrinningsområdet har 1,28 kvadratkilometer vattenytor vilket ger det en sjöprocent på 17,4 procent.